# Cantó de Chef-Boutonne
El cantó de Chef-Boutonne és un antic cantó francès del departament de Deux-Sèvres, situat al districte de Niort. A la seva supressió al 2015 tenia 15 municipis i la capital era Chef-Boutonne. El territori del cantó va passar a formar part del Cantó de Melle.

## Municipis
- Ardilleux
- Aubigné
- Bouin
- Chef-Boutonne
- Couture-d'Argenson
- Crézières
- Fontenille-Saint-Martin-d'Entraigues
- Gournay-Loizé
- Hanc
- La Bataille
- Loubigné
- Loubillé
- Pioussay
- Tillou
- Villemain

## Història
| Data d'elecció                   | Identitat                               | Partit                       |
| -------------------------------- | --------------------------------------- | ---------------------------- |
| 1951-1958                        | Louis Doignon                           | SFIO                         |
| 1958-1973                        | Marie-Magdeleine Aymé de La Chevrelière | MRP, després CD, després UDR |
| 1976-1988                        | Albert Bonnin                           | Divers droite, després UDF   |
| 1988-1994                        | Robert Micheau                          | PS                           |
| 1994-2001                        | Charles Aymé de La Chevrelière          | Divers droite                |
| 2001-2015                        | Jean-Claude Sillon                      | Divers gauche                |
| no es disposa de dades anteriors |                                         |                              |

## Demografia
| A partir de 1990: Població sense dobles comptes |